# Ko Gi-hyun
Ko Gi-Hyun, née le 11 mai 1986, est une patineuse de vitesse coréenne qui a gagné la médaille d'or sur 1 500 m patinage de vitesse sur piste courte ainsi que la médaille d'argent sur 1 000 m aux Jeux olympiques de 2002.

## Palmarès
- Jeux olympiques
  -  Médaille d'or sur 1 500 m short-track Jeux olympiques d'hiver de 2002 à Salt Lake City
  -  Médaille d'argent sur 1 000 m short-track Jeux olympiques d'hiver de 2002 à Salt Lake City.